# Along the Way
Along the Way is de eerste dvd van een live concert van de Amerikaanse punkrockband Bad Religion. De beelden zijn afkomstig van de veertien verschillende concerten tijdens de Europese tour voor hun album Suffer in 1989.

## Tracks
1. "Suffer" (van het album Suffer)
2. "Land of Competition" (van het album Suffer)
3. "1000 More Fools" (van het album Suffer)
4. "Doin' Time" (van het album How Could Hell Be Any Worse?)
5. "Damned to Be Free" (van het album How Could Hell Be Any Worse?)
6. "Latch Key Kids" (van het album How Could Hell Be Any Worse?)
7. "Part II (The Numbers Game)" (van het album Suffer)
8. "How Much Is Enough?" (van het album Suffer)
9. "Along the Way" (van de ep Back to the Known)
10. "Do What You Want" (van het album Suffer)
11. "Faith in God" (van het album How Could Hell Be Any Worse?)
12. "We're Only Gonna Die" (van het album How Could Hell Be Any Worse?)
13. "Part III" (van het album How Could Hell Be Any Worse?)
14. "Drastic Actions" (van de ep Bad Religion)
15. "Delirium of Disorder" (van het album Suffer)
16. "You Are (the Government)" (van het album Suffer)
17. "Yesterday" (van de ep Back to the Known)
18. "Forbidden Beat" (van het album Suffer)
19. "Voice of God Is Government" (van het album How Could Hell Be Any Worse?)
20. "Frogger" (van de ep Back to the Known)
21. "When?" (van het album Suffer)
22. "Fuck Armageddon... This Is Hell!" (van het album How Could Hell Be Any Worse?)
23. "Give You Nothing" (van het album Suffer)
24. "Pessimistic Lines" (van het album Suffer)
25. "Best for You" (van het album Suffer)
26. "Bad Religion" (van de ep Bad Religion)
27. "Politics" (van de ep Bad Religion)
28. "World War III" (van de ep Bad Religion)

## Medewerkers
- Greg Graffin - zang
- Brett Gurewitz - gitaar
- Jay Bentley - basgitaar
- Greg Hetson - gitaar
- Pete Finestone - drums